# Belligné
Belligné korábbi község Franciaországban, Loire-Atlantique megyében. 2016. január 1-jén három másik községgel egyesült és Loireauxence új község része lett.
Lakosainak száma 1805 fő (2018. január 1.). Belligné La Cornuaille, Freigné, Le Louroux-Béconnais, Saint-Sigismond, La Chapelle-Saint-Sauveur, Maumusson, La Rouxière és Loireauxence községekkel határos.

## Népesség
A település népességének változása:
| Lakosok száma | 1464 | 1418 | 1324 | 1430 | 1451 | 1739 | 1759 | 1814 | 1759 | 1805 |
|               | 1962 | 1968 | 1982 | 1990 | 1999 | 2008 | 2011 | 2013 | 2017 | 2018 |